# برونو (لاعب كرة قدم مواليد 1999)
برونو (بالبرتغالية: Bruno Moreira Soares) هو لاعب كرة قدم برازيلي في مركزي الهجوم والوسط، ولد في 8 أبريل 1999 في كاجامار (ساو باولو) في البرازيل. لعب مع Santos Futebol Clube B ‏.

## وصلات خارجية
- برونو (لاعب كرة قدم برازيلي) على موقع دوري كوريا الجنوبية (الإنجليزية)
- برونو (لاعب كرة قدم برازيلي) على موقع قاعدة بيانات كرة القدم.إي يو (الإنجليزية)
- برونو (لاعب كرة قدم برازيلي) على موقع Soccerway.com (الإنجليزية)